# الاشتقاق الآلي

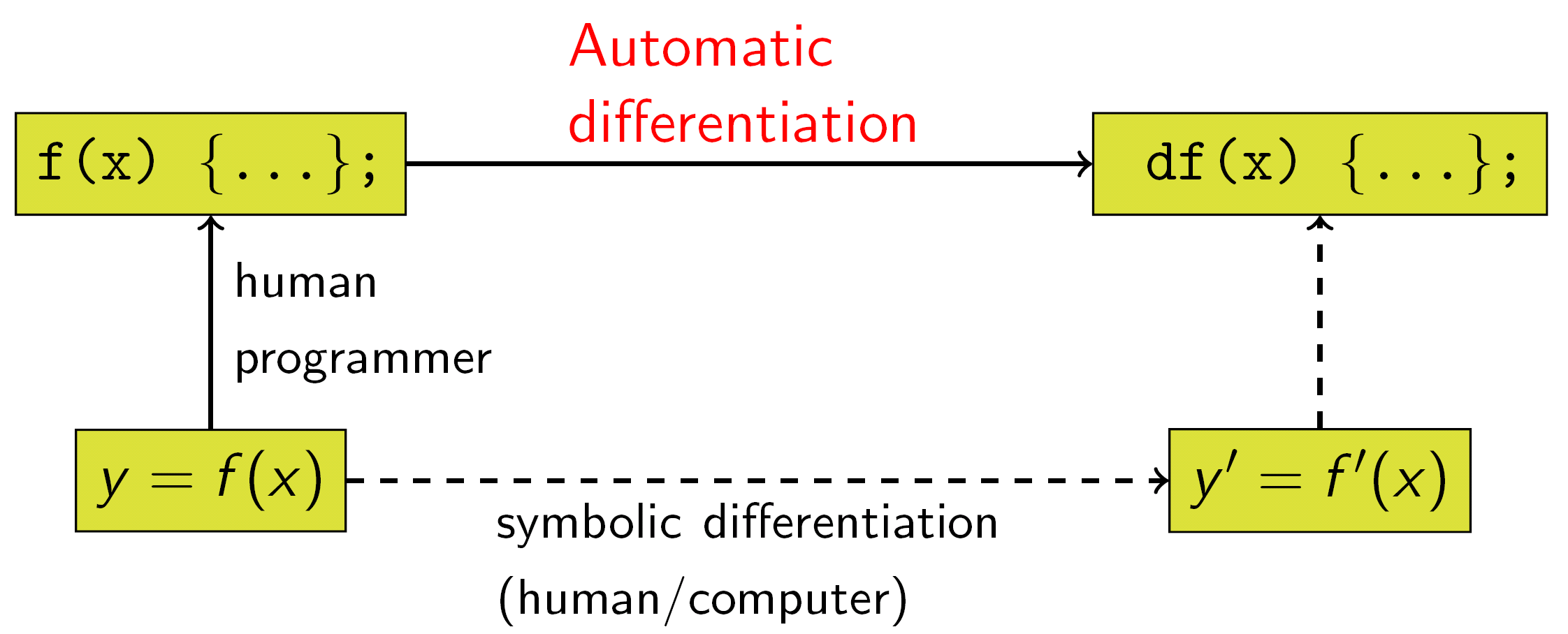

الاشتقاق الآلي في علم الجبر الحاسوبي هو اشتقاق التابع الرياضي الذي يعينه البرنامج من برامج الحاسوب. والعدد المشتق هو عدد حقيقي يبين شدة تغير التابع حسب تغير معطياته.